# عبد العزيز معاوي
عبد العزيز معاوي ، من مواليد 10 أفريل 1929 في الرباط في المغرب وتوفي يوم 26 أكتوبر 2018  سياسي جزائري وعضو في جبهة التحرير الوطني .

## سيرة
عضو في وزارة التسليح والاتصالات العامة تحت اسم الصلدق  ، سيكون وزير استقلال السياحة خلال 12 عامًا تحت رئاسة هواري بومدين .

## وظائف
- 1963 - 1964 ، رئيس ديوان وزير الداخلية.
- 1964 - 1965 ، الأمين العام لوزارة الخارجية.[5]
- 1965 - 1977 ، وزير السياحة.
- 1977 - 1979 ، سفير لدى الولايات المتحدة .
- 1979 - 1983 ، سفير لدى إسبانيا.[6]
- 1999 - 2008 ، سفير لدى تونس [7]

## وفاته
توفي عبد العزيز معاوي يوم الجمعة 26 أكتوبر 2018